# Fairmile A
Le unità delle classi Fairmile A e le successive Fairmile C erano un tipo di imbarcazioni militari definibile come "motolancia" o cannoniera litoranea progettate da Fairmile Marine per la Royal Navy.

## Storia
Poco prima della seconda guerra mondiale l'industriale britannico Noel Macklin presentò all'Ammiragliato britannico un piano innovativo per la produzione in serie di una motolancia. Il progetto utilizzava parti prefabbricate, che hanno permesso a varie piccole imprese, come anche imprese produttrici di mobili e pianoforti, di produrre i singoli componenti, che avrebbero potutoo quindi essere assemblati in cantieri navali separati. Lo scafo doveva essere realizzato con fasciame in mogano a doppia diagonale con telai in multistrato suddivisi in nove compartimenti stagni.
L'Ammiragliato ha rifiutato il concetto e così il prototipo è stato costruito come impresa privata. Nel luglio 1939, due mesi prima dello scoppio della guerra, l'Ammiragliato cambiò idea e assegnò a Macklin un contratto per costruire altri undici Fairmiles di tipo A.

## Caratteristiche
Le imbarcazioni derivavano dal concetto delle motolance leggere della prima guerra mondiale, ma con l'allungamento da 24 a 33 metri circa. Realizzate in fretta per le esigenze inglesi dal 1940, rivelarono molti difetti, come l'insufficiente autonomia e scarse capacità nautiche. Armate di 12 cariche di profondità e un piccolo ecogoniometro (sonar), erano armate con un cannone da 47 mm e due mitragliatrici da 7,7 mm antiaeree. Le 12 unità di classe A vennero poi trasformate in posamine, mentre altre 24 erano del tipo C e vennero armate con due cannoni da 40 Vickers e quattro mitragliatrici da 12,7 mm, che ne incrementarono le capacità antiaeree. Sullo scafo delle Fairmile A vennero successivamente sviluppate le motocannoniere Fairmile C.

## Servizio
La prima unità (ML100) fu completata solamente a maggio 1940 a causa di problemi di manovra a bassa velocità; le unità successive entrarono in servizio entro luglio. Il loro ruolo era quello di scorta antisommergibili nelle acque costiere, ma, una volta che le successive Fairmile B iniziarono ad entrare in servizio nell'autunno del 1940, le unità di tipo A furono convertite in posamine.